# Giselle (cantora)
Aeri Uchinaga (em japonês: 内永 えり; romaniz.: Uchinaga Eri; nascida em Gangnam-gu, Seul, em 30 de outubro de 2000), conhecida profissionalmente como Giselle, é uma cantora, compositora e rapper japonesa baseada na Coreia do Sul. Ela é integrante do girl group sul-coreano Aespa, formado pela SM Entertainment em 17 de novembro de 2020.

## Início de vida
Giselle nasceu em Gangnam-gu, Seul, Coreia do Sul, filha de mãe coreana e pai japonês, e cresceu em Tóquio, Japão. Ela é fluente em japonês, coreano e inglês.
Ela frequentou a Escola Internacional de Tóquio e a Escola Internacional do Sagrado Coração, onde foi apresentada ao K-pop em seu segundo ano do ensino médio. Mais tarde, ela retornou à Coreia após a formatura para fazer um teste para a SM Entertainment e passou nas audições de sábado da empresa após 4 tentativas.

## Carreira

### 2020–presente: Estreia com Aespa
Após 11 meses de treinamento, SM Entertainment revelou Giselle como a terceira integrante do Aespa em 6 de novembro de 2020, que é o primeiro girl group da empresa desde Red Velvet em 2014. Elas estrearam com o single "Black Mamba" em 17 de novembro.
Em dezembro de 2021 Giselle participou do single "Zoo" com colegas de gravadora da SM para o álbum 2021 Winter SM Town: SMCU Express.

## Imagem pública e influência
Na classificação mensal do Korean Business Research Institute sobre o poder da marca dos membros de girl groups, Giselle ficou em quinto lugar nas edições de junho e outubro, e em décimo segundo na edição de julho de 2021.

## Outros empreendimentos

### Endossos
Em 1 de março de 2024, Giselle foi nomeada embaixadora da marca espanhola de moda de luxo Loewe. Ela fez sua primeira aparição como embaixadora durante a "Coleção Ready-to-Wear Outono 2024" da marca em Paris.

### Filantropia
Em junho de 2022, Giselle doou ₩10 milhões para Yuhengsa, uma organização sul-coreana sem fins lucrativos que visa proteger e reabilitar animais abandonados.

## Discografia

### Singles

#### Como artista convidada
| Título                                                                                    | Ano  | Melhores posições nas paradas | Melhores posições nas paradas | Melhores posições nas paradas | Álbum                     |
| Título                                                                                    | Ano  | KOR                           | NZ Hot                        | SGP                           | Álbum                     |
| ----------------------------------------------------------------------------------------- | ---- | ----------------------------- | ----------------------------- | ----------------------------- | ------------------------- |
| "Lips" (BOL4 feat. Giselle of aespa)                                                      | 2024 | 102                           | —                             | —                             | Adicionado à nenhum álbum |
| "Skrr" (Haon feat. Giselle of aespa)                                                      | 2024 | 102                           | —                             | —                             | Adicionado à nenhum álbum |
| "—" denota lançamentos que não entraram nas paradas ou não foram lançados naquela região. |      |                               |                               |                               |                           |

### Outras canções nas paradas
| Título                                                                                    | Ano  | Melhores posições nas paradas | Melhores posições nas paradas | Melhores posições nas paradas | Álbum                             |
| Título                                                                                    | Ano  | COR                           | NZ Hot                        | SGP                           | Álbum                             |
| ----------------------------------------------------------------------------------------- | ---- | ----------------------------- | ----------------------------- | ----------------------------- | --------------------------------- |
| "Zoo" (com Taeyong, Jeno, Hendery e Yangyang)                                             | 2021 | —                             | 38                            | —                             | 2021 Winter SM Town: SMCU Express |
| "Jet" (com Eunhyuk, Hyoyeon, Taeyong, Jaemin, Sungchan e Winter)                          | 2022 | —                             | —                             | —                             | 2022 Winter SM Town: SMCU Palace  |
| "Dopamine                                                                                 | 2024 | 167                           | —                             | —                             | Synk: Parallel Line               |
| "—" denota lançamentos que não entraram nas paradas ou não foram lançados naquela região. |      |                               |                               |                               |                                   |

### Créditos de composição
Todos os créditos das canções são adaptados do banco de dados da Korea Music Copyright Association, salvo indicação em contrário.
| Ano  | Artista                                   | Canção                          | Álbum                             | Letrista  | Letrista                                                                                         | Compositor | Compositor                                                                                       | Ref.   |
| Ano  | Artista                                   | Canção                          | Álbum                             | Creditada | Com                                                                                              | Creditada  | Com                                                                                              | Ref.   |
| ---- | ----------------------------------------- | ------------------------------- | --------------------------------- | --------- | ------------------------------------------------------------------------------------------------ | ---------- | ------------------------------------------------------------------------------------------------ | ------ |
| 2021 | Giselle, Taeyong, Jeno, Hendery, Yangyang | "Zoo"                           | 2021 Winter SM Town: SMCU Express | Yes       | Ryan S. Jhun, Taeyong, Jeno, Rick Bridges, Jacobsen Keelah, Rugg Cameron Joseph                  | Não        | N/A                                                                                              | —      |
| 2023 | Giselle                                   | "2HOT4U (SYNK HYPER LINE VER)"  | Adicionado à nenhum álbum         | Yes       | Tmm Degeddingseze Gharah Lenvardo V, Patricia Battani, Blanaru Joshua Mark Blanar, Wells Lindsay | Yes        | Tmm Degeddingseze Gharah Lenvardo V, Patricia Battani, Blanaru Joshua Mark Blanar, Wells Lindsay | [ 25 ] |
| 2024 | BOL4                                      | "Lips (feat. Giselle of aespa)" | Adicionado à nenhum álbum         | Yes       | Jiyoung Ahn                                                                                      | Não        | N/A                                                                                              | —      |
| 2024 | Giselle                                   | "Dopamine"                      | Synk: Parallel Line               | Yes       | Cerrilla Paulina, Garabito Paige Josephine, Shintaro Yasuda                                      | Yes        | Cerrilla Paulina, Garabito Paige Josephine, Shintaro Yasuda                                      | [ 26 ] |
| 2024 | Haon                                      | "Skrr (feat. Giselle of aespa)" | Adicionado à nenhum álbum         | Yes       | Haon                                                                                             | Yes        | Haon, Sein                                                                                       | [ 27 ] |